# Союз журналистов Армении
Союз журналистов Армении (СЖА, арм. Հայաստանի ժուռնալիստների միություն, ՀԺՄ) — армянская общественная организация, в которую входят редакторы наиболее значимых и массовых изданий Армении.
Декларируемые цели СЖА — развитие плюрализма, реформирование законодательства о СМИ, защита свободы слова в Армении. СЖА организует круглые столы, пресс-конференции, встречи и т. д.
СЖА был основан 27 марта 1959 года. С 1969 года раз в три года присуждает премию «Золотое перо». Нынешнее здание СЖА на ул. Пушкина, д. 3/1 в Ереване было построено в 1977 году и открылось в 1978 году. В 2005 году СЖА принял Кодекс журналистской этики.
СЖА входит в Международную федерацию журналистов (Брюссель) и Международную конфедерацию журналистских союзов (Москва). По состоянию на 1999 год в СЖА входило 1530 журналистов.

## Руководители
- Хачикян, Артавазд Ваганович[арм.]
- Геворкян, Астхик Арсеновна[арм.] (1992—2017)
- Сейранян, Сатик Герасимовна[арм.] (2017-н. в.)